# 5569 Колбі
5569 Колбі (5569 Colby) — астероїд головного поясу, відкритий 22 березня 1974 року.
Тіссеранів параметр щодо Юпітера — 3,482.